# 23922 Tawadros
23922 Tawadros este un asteroid din centura principală de asteroizi.

## Descriere
23922 Tawadros este un asteroid din centura principală de asteroizi. A fost descoperit pe 26 septembrie 1998 la Socorro, New Mexico, în cadrul proiectului LINEAR. Asteroidul prezintă o orbită caracterizată de o semiaxă mare de 3,11 ua, o excentricitate de 0,16 și o înclinație de 4,0° în raport cu ecliptica.